# Claude-Louis d'Aviler
Claude-Louis d'Aviler (ou Daviler) est un architecte français du XVIIIe siècle mort à Paris (quai de Bourbon) le 14 septembre 1764.

## Biographie
Claude-Louis d'Aviler remporta le grand prix au concours de l'Académie royale d'architecture en 1730 (sujet : « un dessin d'arc de triomphe de quinze à dix-huit toises de face »)
Architecte des Eaux et Forêts de 1740 à sa mort, d'Aviler fut affecté à la Maîtrise particulière de Sens. « Daviler est en architecture un des maîtres du style rocaille, qu'il manie toujours avec aisance, souvent avec générosité. L'une de ses plus belles œuvres est le clocher-porche de l'église d'Arces, dans l'arrondissement de Sens. »
D'Aviler mourut à Paris (quai de Bourbon) en 1764 alors que sa femme était enceinte. Sur la recommandation de Joseph Marin Masson de Courcelles, ancien maître particulier des Eaux et Forêts à Soissons, sa succession fut donnée au jeune Claude-Nicolas Ledoux.

## Réalisations et principaux projets
- Clocher-porche de l'église d'Arces (Yonne).

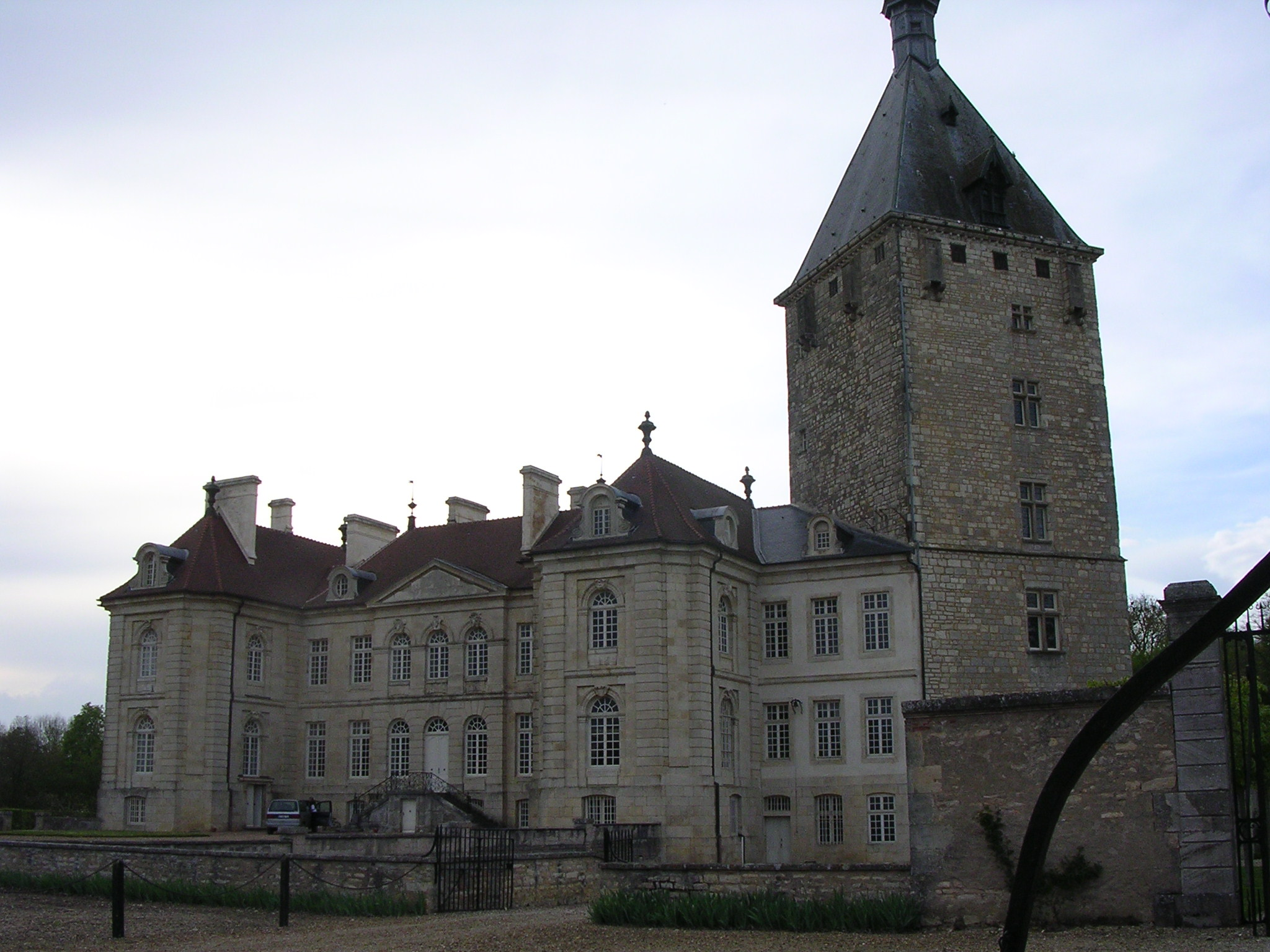
Château de Talmay

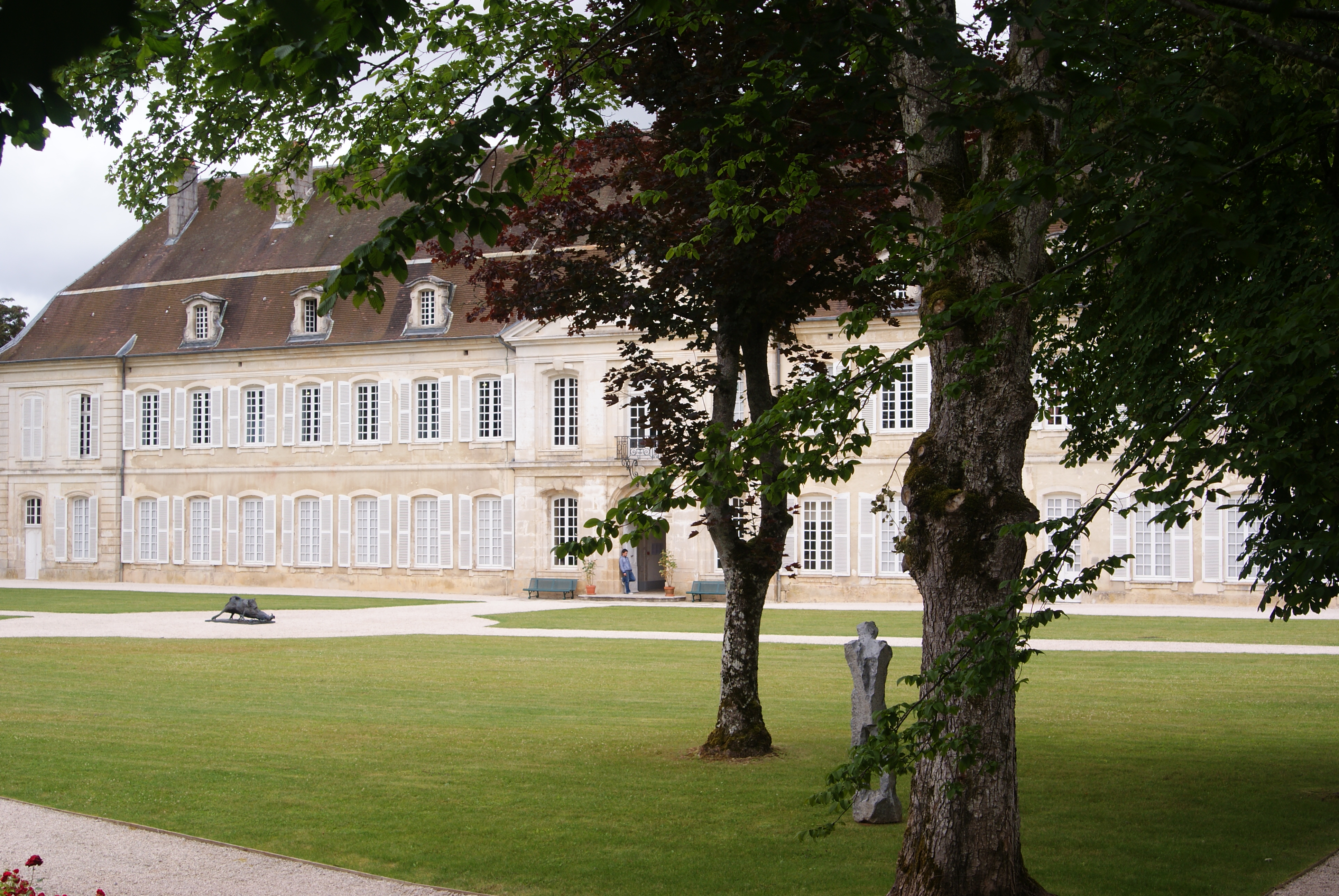
Abbaye d'Auberive

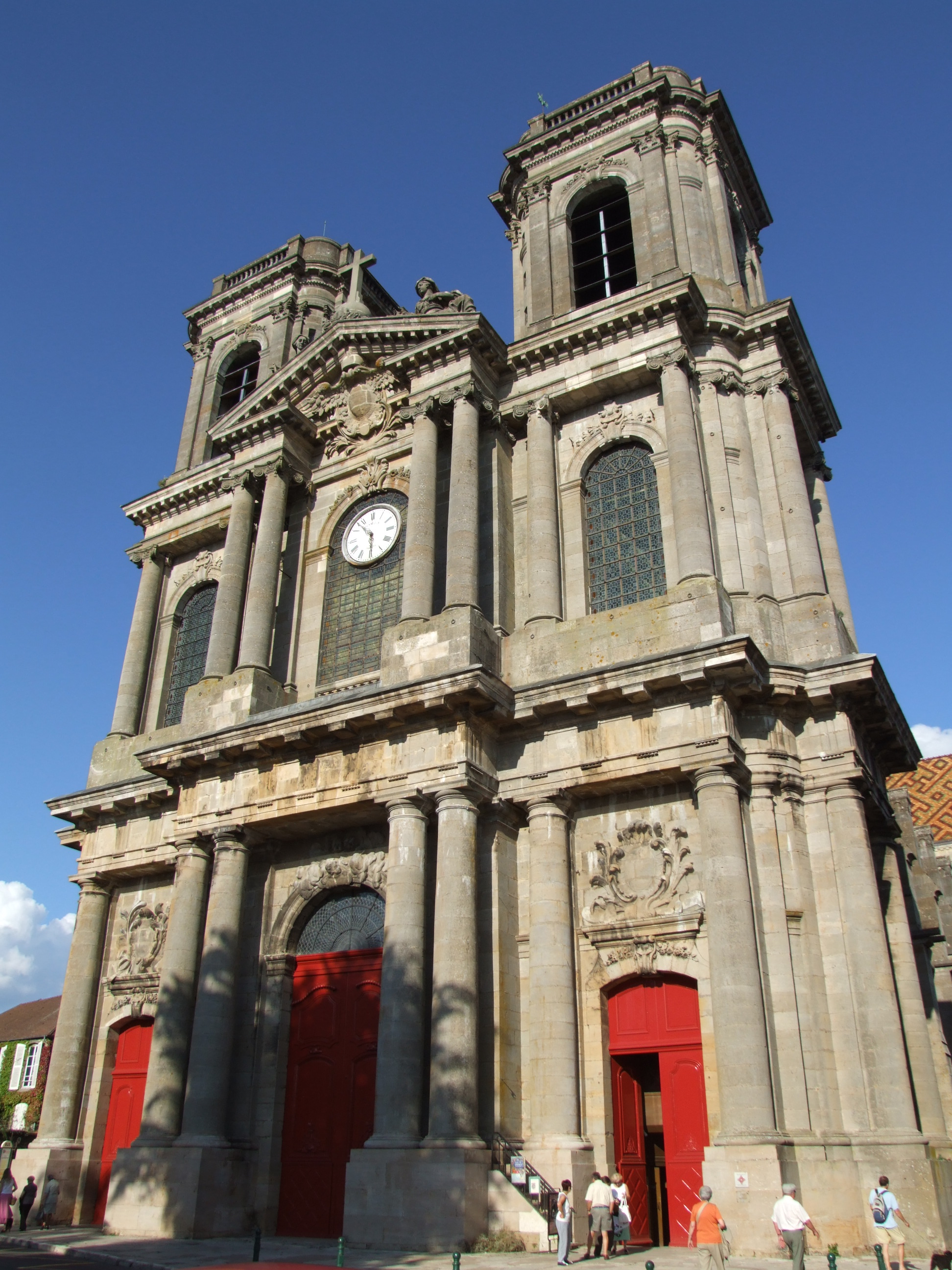
Cathédrale Saint-Mammès de Langres

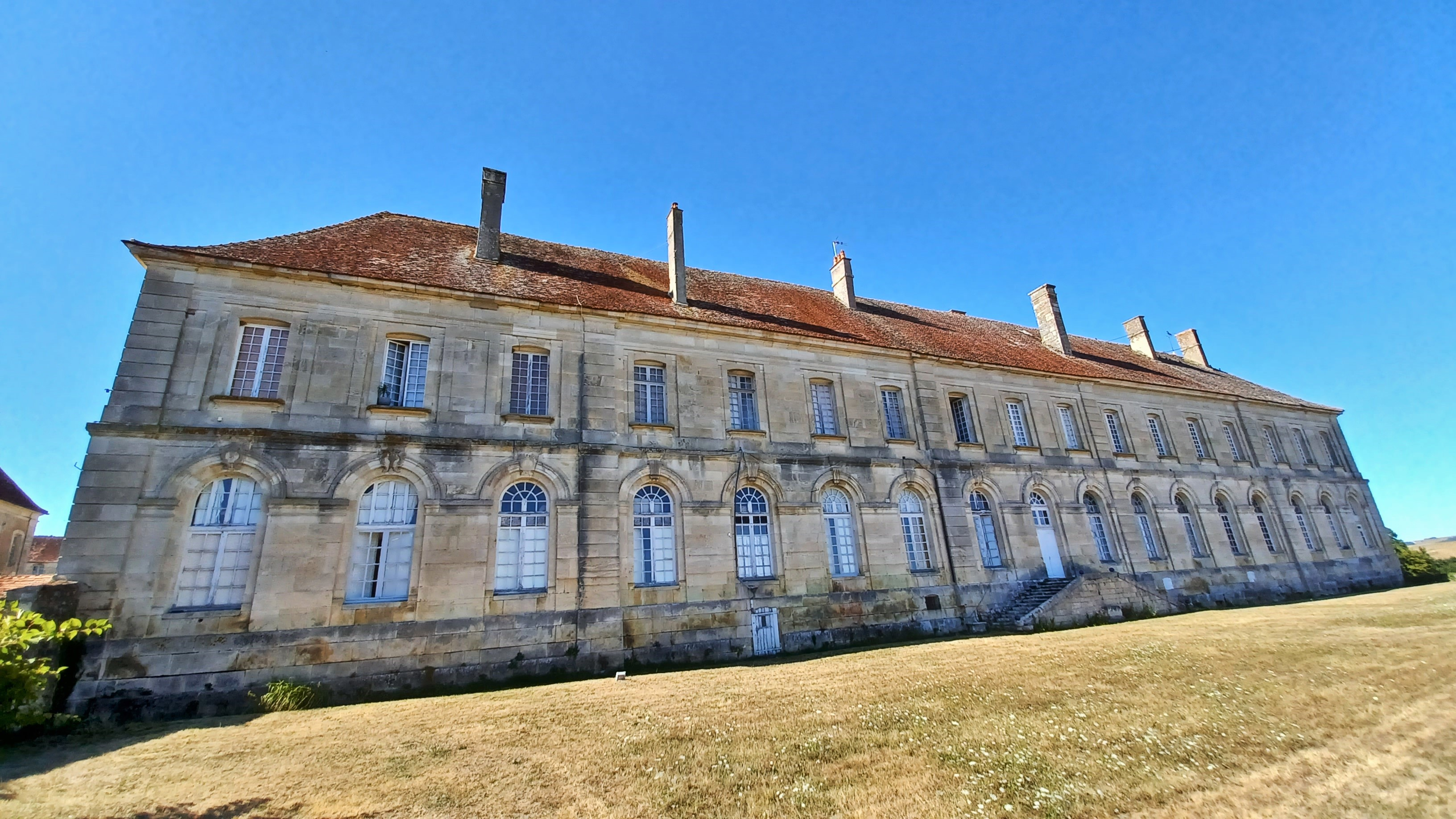
Abbaye Saint-Jean-de-Réome

- Château de Noslon, Cuy (Yonne) : Construit pour le cardinal de Luynes, archevêque de Sens[4]. Démoli en 1792.
- Château de Talmay, Talmay (Côte-d'Or), 1761-1764[5] : Pour Pierre II Filsjean, baron de Talmay (1714-1791), construction d'un nouveau corps de logis librement inspiré de l'hôtel Peyrenc de Moras à Paris, œuvre de Jean Aubert[4].
- Abbaye d'Auberive, Auberive (Haute-Marne), 1753-1777[4].
- Écuries épiscopales, Sens (Yonne)[4].
- Sainte-Colombe de Saint-Denis-lès-Sens (Yonne) : Construction du portail d'entrée[4]. Abbaye démolie en 1792.
- Cathédrale Saint-Mammès, Langres (Haute-Marne), 1758-1768[6] : « L'œuvre la plus monumentale de Daviler est le portail de la cathédrale Saint-Mammès de Langres qui présente une superposition d'ordres, un décor richement sculpté, deux tours qui paraissent un peu lourdes à qui les aperçoit sur l'angle. L'œuvre fut achevée par Forgeot et Lenoir. »[4]
- « Des interventions de Daviler, surtout dans des églises et des presbytères, ont été constatées à Bellechaume, La Chapelle-Flogny, Flogny, Brienon, Aisy-sous-Rougemont, Marcilly-le-Hayer, Saint-Marien et Saint-Germain d'Auxerre, Saint-Georges, Vauluisant, Pothières ; aux Sièges, à Molosme, Régennes, Vermenton, Moulins, Andryès, Vincelottes ; au séminaire de Langres et à Bessey en Haute-Marne. »[7]
- « En 1760, un projet de pavillon pour l'abbé de Pothières [...] montre [d'Aviler] converti au style “à la grecque”. »[8]
- Immeuble no 27 rue Saint-André-des-Arts, Paris (6e arrondissement), 1748 : « À Paris, en juin 1748, Daviler posa personnellement au bureau des Trésoriers de France un permis de balcon pour l'immeuble 27, rue Saint-André-des-Arts, l'un des plus beaux de style Louis XV, qui ferme la perspective de la rue Gît-le-Cœur. Cette maison avait porté jusqu'alors l'enseigne des Trois-Chapelets. Daviler la rebâtit pour la veuve de son confrère, l'architecte Nicolas Simonnet. D'après l’Almanach royal, lui-même y habita quelques années. »[8]
- Couvent des Bénédictins anglais, no 269 rue Saint-Jacques, Paris (5e arrondissement) : « Nous attribuons à Daviler un édifice non documenté, le couvent des Bénédictins anglais, 269, rue Saint-Jacques, où s'est établie en 1900 la Schola Cantorum. Ce bâtiment monastique conserve un riche décor intérieur de style Louis XV. Les appuis de fenêtres en ferronnerie en sont d'un modèle très rare, mais le même qu'au 27, rue Saint-André-des-Arts. Nous n'en connaissons pas d'autre exemple. »[8]
- Palais abbatial de l'Abbaye Saint-Jean-de-Réome,Moutiers-Saint-Jean (Côte-d'Or), 1747-1763

### Sources
- Michel Gallet, Les Architectes parisiens du XVIIIe siècle : Dictionnaire biographique et critique, Paris, Éditions Mengès, 1995, 494 p. (ISBN 2-8562-0370-1)